# استان ایمبابورا
استان ایمبابورا (به اسپانیایی: Imbabura Province) یکی از استان‌های اکوادور است.

## خصوصیات
استان ایمبابورا ۴٬۵۸۷٫۵۱ کیلومترمربع مساحت و ۳۹۸٬۲۴۴ نفر جمعیت دارد.